# سحابی مارپیچ
سحابی پیچه‌ای یا سحابی هلیکس یا سحابی چشم خدا (به انگلیسی: Helix Nebula)، یا NGC 7293، یک سحابی سیاره‌ای در صورت فلکی دلو است که توسط کارل لودیگ هاردینگ و در سال ۱۸۲۴ کشف شد. این سحابی یکی از نزدیک‌ترین و درخشان‌ترین سحابی‌های حلقوی است. این سحابی را «چشم خدا» نیز نامیده‌اند.

## نگارخانه

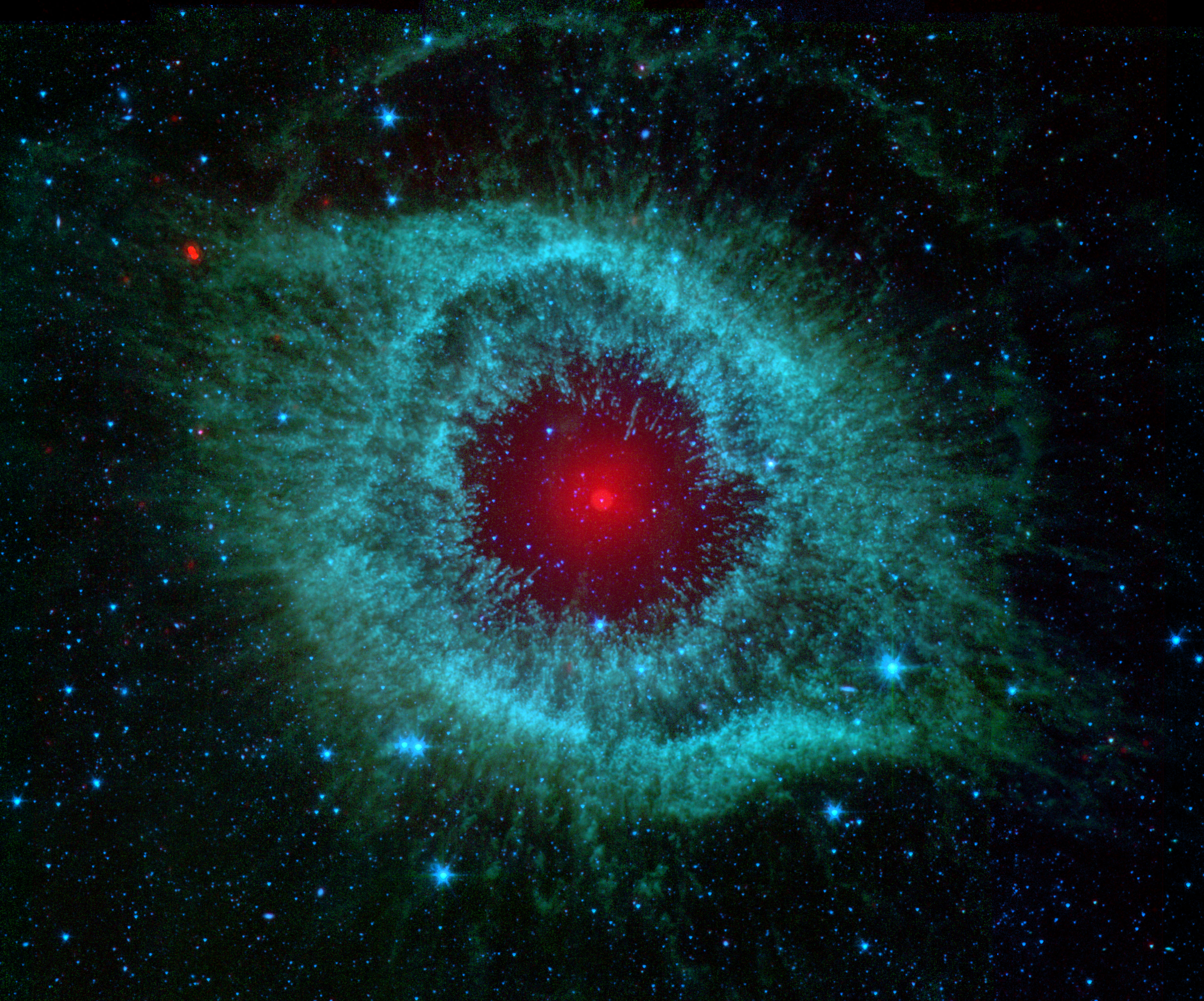